# Arrate Orueta
Arrate Orueta Olabarria (Bilbao, 8 agosto 1984) è una calciatrice spagnola di origini basche, centrocampista dell'Athletic Bilbao.

## Palmarès

### Competizioni nazionali
- Primera División Femenina de España: 5

Athletic Bilbao: 2002-2003, 2003-2004, 2004-2005, 2006-2007, 2015-2016